# Bohumil Páník
Bohumil Páník (Przylepy, 31 dicembre 1956) è un allenatore di calcio ceco, alla guida del Baník Ostrava. Nel 2017 ha vinto la Coppa della Repubblica Ceca come tecnico del Trinity Zlín.

## Carriera
Inizia la carriera a Zlín, allenando anche il Sigma Olomouc nel 2002, prima di guidare anche formazioni polacche. Si ferma per un lustro, poi torna alle redini di un club professionistico sedendosi sulla panchina del Baník Ostrava. Dopo altri quattro anni di pausa, firma per l'Hanacka, quindi è chiamato nuovamente dallo Zlín. La squadra, rinominata da qualche anno in Fastav Zlín, ha il compito di tornare in massima divisione: Paník raggiunge il terzo posto nella seconda serie, centrando la promozione ai danni dei secondi in classifica, non in grado di disputare la 1. liga a causa del proprio stadio fuori norma. Il tecnico riesce a salvarsi per un paio d'anni in prima divisione e nel 2017 vince la coppa nazionale: durante il torneo elimina alcune delle principali favorite al successo finale, Sparta Praga, Slovan Liberec e lo Slavia Praga in semifinale.
Nella finale del 17 maggio contro l'Opava, Paník vince la sfida 1-0 e mette in bacheca il primo titolo in quasi cento anni di storia del club. Il successo gli consente anche di disputare l'Europa League direttamente dalla fase a gironi: i cechi raccolgono due punti e sono eliminati dalla competizione.

## Palmarès
- Coppa della Repubblica Ceca: 1

Fastav Zlín: 2016-2017